# لی مندلسون
لی مندلسون (انگلیسی: Lee Mendelson; ۲۴ مارس ۱۹۳۳ – ۲۵ دسامبر ۲۰۱۹) تهیه‌کننده تلویزیونی، فیلم‌نامه‌نویس، تهیه‌کننده فیلم، و کارگردان فیلم اهل ایالات متحده آمریکا بود. وی بین سال‌های ۱۹۶۱ تا ۲۰۱۹ میلادی فعالیت می‌کرد.
وی همچنین برندهٔ جوایزی همچون جایزه پیبادی شده‌است.